# Fear
Fear er en amerikansk thriller film fra 1996, instrueret af James Foley, efter manuskript af Christopher Crowe. Filmens hovedroller spilles af Mark Wahlberg, Reese Witherspoon, William L. Petersen, Alyssa Milano og Amy Brenneman.

## Handling
Nicole (Witherspoon) er en almindelig teenager, der bor i Seattle, men med en oprørsk side, der er specielt rettet mod hendes far, Steve O'Neil (Petersen). Til et rave-party møder hun den kække og hyggelige David McCall (Wahlberg), og de to kommer sammen. Steve, som kan virke overbeskyttende, hverken bryder sig om eller stoler på David. Det viser sig efterhånden, at David er jaloux og kan få voldsomme raseriudbrud. Snart forvandles lykken til et gidseldrama mellem David og hans venner og Nicoles familie.

## Skuespillere
- Reese Witherspoon – Nicole Walker
- Mark Wahlberg – David McCall
- William Petersen – Steve Walker, Nicoles far
- Amy Brenneman – Laura Walker, Nicoles mor
- Alyssa Milano – Margo, Nicoles veninde